# Mausolée de Tacfarinas
Le mausolée de Tacfarinas est un monument funéraire berbère, situé dans le nord de l'Algérie, près de la ville de Bouira en Kabylie. Tacfarinas était un chef berbère qui mena une rébellion contre l'Empire romain au début du Ier siècle de notre ère.

## Histoire
Tacfarinas est principalement connu pour avoir dirigé une série de révoltes contre la domination romaine en Afrique du Nord entre 17 et 24 apr. J.-C.. Ancien soldat de l'armée romaine, il utilisa son expérience militaire pour organiser une résistance efficace contre les forces romaines. Sa rébellion dura plusieurs années avant qu'il ne soit finalement vaincu et tué par les Romains.

## Architecture
Le tombeau de Tacfarinas est caractérisé par une architecture en pierre, avec une base rectangulaire et une superstructure en forme de pyramide tronquée. Ce type de construction est communément associé aux mausolées royaux berbères comme le mausolée de Maurétanie, le mausolée de Taksebt ou encore les djeddar de l'ère pré-islamique.

## Conservation
Le tombeau de Tacfarinas est actuellement protégé en tant que site historique par le gouvernement algérien. Des efforts de conservation ont été mis en place pour préserver la structure,,, et les artefacts, bien que le site reste vulnérable aux dommages causés par les éléments et par l'activité humaine. Les visiteurs peuvent accéder au site sous la supervision des autorités locales, et des guides sont disponibles pour fournir des informations sur l'histoire et l'importance du tombeau.